# Polebrnjak
Koordinati:   43°24′07″N, 16°11′39″E
Polebrnjak je majhen nenaseljen otoček v Jadranskem morju. Pripada Hrvaški.
Polebrnjak leži zahodno od naselja Maslinica na otoku
Šolta, od katerega je oddaljena okoli 3 km. Njegova površina meri 0,062 km². Dolžina obalnega pasu je 0,95 km. Najvišji vrh je visok 20 mnm.